# Hypostomus basilisko
Hypostomus basilisko es una especie de pez silúrido de agua dulce del género de loricáridos Hypostomus. Se distribuye en el centro de Sudamérica. 

## Taxonomía
Esta especie fue descrita originalmente en el año 2014 por los ictiólogos Luiz F. C. Tencatt, Cláudio H. Zawadzki y Otávio Froehlich.
Localidad tipo
La localidad tipo referida es: “Bodoquena, arroyo Salobrinha (cuenca del río Paraguay), en las coordenadas: 20°40′33″S 56°46′34″O / -20.67583, -56.77611, en el estado de Mato Grosso del Sur, Brasil”.
Holotipo
El holotipo designado es el catalogado como: MZUSP 111110; se trata de un ejemplar adulto el cual midió 182,5 mm de largo total. Fue capturado en marzo de 2007 por Otávio Froehlich.
Paratipos
Son 268 especímenes, todos de la meseta de Bodoquena, en la cuenca del río Paraguay, Brasil.
Etimología
Etimológicamente el epíteto genérico Hypostomus se construye con dos palabras del idioma griego, en donde: hipo significa 'bajo' y estoma es 'boca'. El término específico basilisko es un sustantivo en aposición, el cual deriva del griego basilisko ς (= Basiliskos), diminutivo de Basileus ς (= Basileus), que significa ‘pequeño rey’. Con ese nombre se conocía a una criatura mítica también llamada “el rey de las serpientes”. La alusión es por los tres marcados cantos que H. basilisko posee en la parte superior de la cabeza, relacionándola con la corona que suele adornar la cabeza del basilisco en las representaciones.
Filogenia
H. basilisko forma parte del grupo de especies “Hypostomus cochliodon”, un conjunto, integrado por unas 20 especies, con amplia distribución en ríos de gran parte de Sudamérica.

## Características
Es posible distinguir a Hypostomus basilisko de todos los demás miembros del grupo de especies “Hypostomus cochliodon” por la ausencia de pintas en el cuerpo, el tener quillas muy desarrolladas y dientes en forma de cuchara.
Los ejemplares mayores pueden llegar a alcanzar los 184,1 mm de longitud total.

## Distribución y hábitat
Esta especie es endémica del río Salobra, de la cuenca del río Paraguay en la ecorregión de agua dulce Paraguay, habiendo sido capturada en la meseta de Bodoquena, estado de Mato Grosso del Sur, en el centro de Brasil.
Habita en corrientes de aguas claras. De día los ejemplares grandes descansan en sectores profundos y con fondo blando, principalmente arena, en menor media entre hojarasca. A la noche se trasladan para alimentarse a sectores de menor profundidad y con fondos rocosos.